# Musée du théâtre d'État d'Azerbaïdjan
Le musée du théâtre d'Azerbaïdjan, nommé d'après Djafar Djabbarli, reflète l'histoire du théâtre professionnel de l'Azerbaïdjan. 
Le Centre des musées est situé sur le boulevard du bord de mer.
Le musée compte plus de 137 000 objets exposés dans sa collection dans un ensemble de 6 salles

## Histoire
En 1934, la question de la création d'un tel musée a été soulevée à la conférence républicaine par les ouvriers du théâtre. Le musée a été organisé la même année dans le bâtiment du théâtre dramatique d'État d'Azerbaïdjan. En fait, cette exposition était la fondation d'un futur musée. Selon des témoins oculaires, Jalil Mammadkulizade et Abdurrahim bey Hagverdiyev, les grands écrivains qui ont coupé le ruban d'ouverture de l'exposition, ont déclaré: "Vive le théâtre azerbaïdjanais!"
L'exposition est bientôt officiellement officialisée en tant que département de théâtre du musée d'État d'Azerbaïdjan. Enfin, sur la base du département compétent du Musée d'État d'Azerbaïdjan en 1934, le Musée du théâtre d'État d'Azerbaïdjan a été créé et Aghakarim Charifov a été nommé directeur du musée.
Le 25 novembre 1934, la cérémonie d'ouverture solennelle du musée a eu lieu. Des personnalités artistiques célèbres telles que Bul-bul, Cheuvkat Mammadova, Huseyngulu Sarabski, Alexander Tuganov, Ulvi Rajab, Ismayil Hidayatzade et d'autres assistent à l'événement.
En 1935, le musée porte le nom de Djafar Djabbarli, le grand dramaturge azerbaïdjanais.

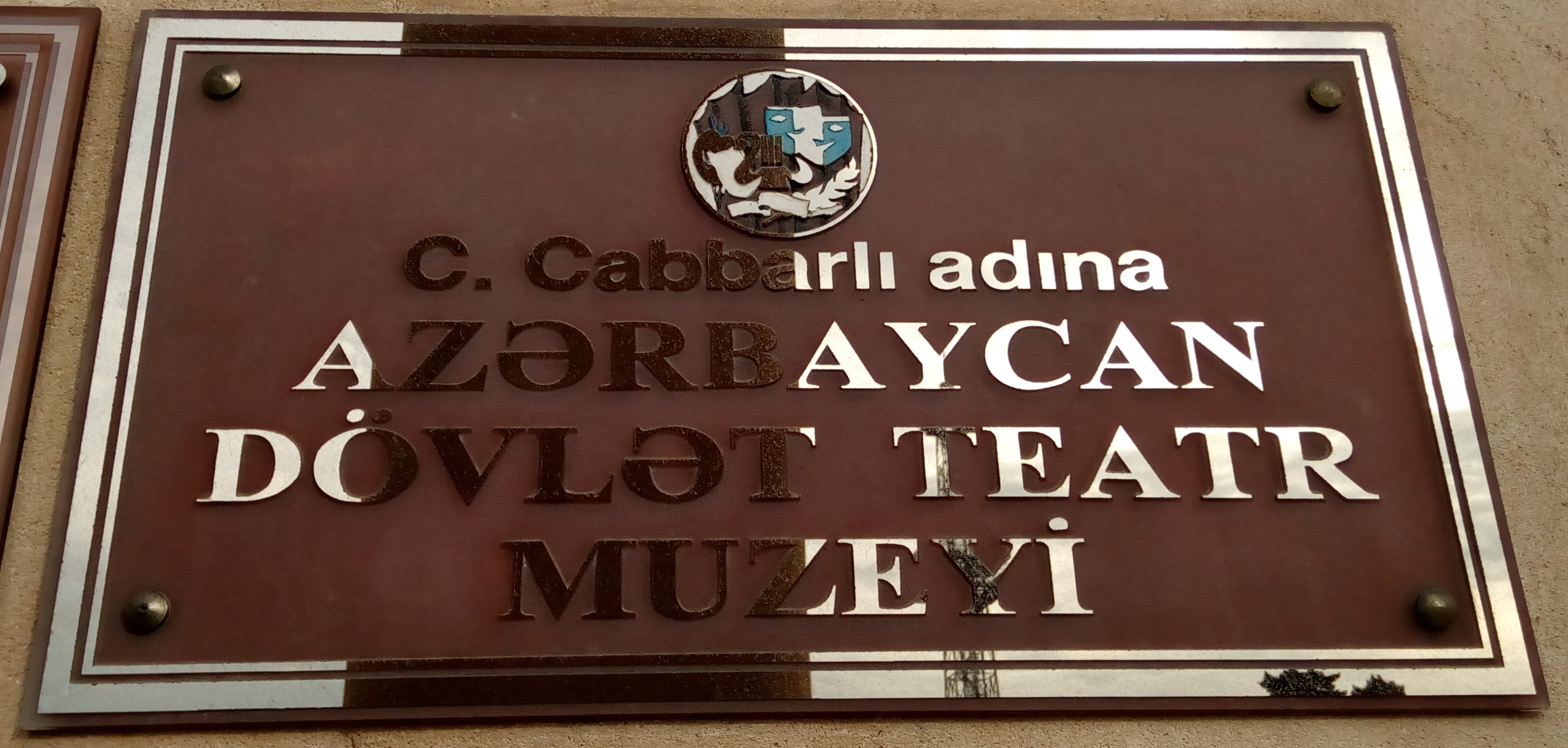

En 1963, le musée national du théâtre d'Azerbaïdjan a été annulé et est devenu le département du théâtre et de l'art dramatique du Musée de la littérature azerbaïdjanaise Nizami Gandjavi.
En 1968, le Gouvernement de la République a pris une décision sur l’organisation du Musée national du théâtre d’Azerbaïdjan du nom de D. Djabbarli sur la base de ce département. Les salles du 4ème étage du bâtiment du musée de la littérature azerbaïdjanaise Nizami Gandjavi sont cédées au musée nouvellement créé. Dans ces salles, il était possible de placer uniquement le stock du musée et les employés. LaLa transformation la plus remarquable de l'histoire du musée du théâtre d'État d'Azerbaïdjan a eu lieu en 1991. Après la cession de la succursale de Bakou du musée central de V. I. Lenin au ministère de la Culture de l'Azerbaïdjan, le "Centre des musées" a été créé ici, ainsi que le Musée national du tapis et des arts appliqués et le musée de l'indépendance de l'Azerbaïdjan, le musée du théâtre d'État placé dans ce bâtiment.